# Tricharina groenlandica
Tricharina groenlandica är en svampart som beskrevs av Dissing, Chin S. Yang & Korf 1985. Tricharina groenlandica ingår i släktet Tricharina och familjen Pyronemataceae.   Inga underarter finns listade i Catalogue of Life.